# 日英水電
日英水電株式会社（にちえいすいでん かぶしきがいしゃ）は、明治末期から大正にかけて存在した日本の電力会社である。静岡県西部地域への電気供給を担った。
中央財界人によって1906年（明治39年）から構想された「日英水力電気」を起源とする。イギリスからの外資導入、大井川の大規模水力開発、東京への電力供給の3点からなる計画であったが、日本側発起人だけで設立された日英水電では大井川に発電所を建設して静岡県内限定で事業を行うにとどまった。
1920年（大正9年）に早川電力に合併された。日英水力電気の権利も同社へ引き継がれており、大井川の大規模開発や東京への電力供給は同社の後身東京電力によって実現することとなる。

## 概要
日英水電株式会社の設立は1911年（明治44年）のことであるが、設立の下地となった「日英水力電気株式会社」の設立計画はその5年前、1906年（明治39年）に動き始めた。前年の第二次日英同盟締結による日本とイギリスの関係強化を背景に、イギリス側の資本も加えて当時勃興しつつあった大規模水力発電事業を試みようという構想である。発起人には園田孝吉・渋沢栄一・大倉喜八郎・朝吹英二ら中央財界人や副島道正ら華族が名を連ねる。発電所の建設地は静岡県中部を流れる大井川が選ばれ、ダム建設や東京までの長距離送電などが企画されて水利権や事業許可の取得といった準備が進められたものの、様々な問題が発生し1910年（明治43年）に日英合弁事業が断念された。
会社設立が頓挫した日英水力電気発起人は、事業計画の一部を割いて別会社を立ち上げ、取得済みの権利を長期保全する道を選んだ。こうして1911年2月東京に設立された会社が日英水電である。日英合弁断念を受けて立ち上げられており、「日英」と称するもののイギリス側資本は含まれていない。社長は後に伯爵を襲爵する樺山愛輔が務める。会社発足後は大井川での発電所建設を進めるとともに、静岡県西部の浜松市にて営業する地元資本の浜松電灯を統合するなど事業基盤の整備を進める。翌1912年（明治45年）には大井川の小山発電所を完成させ、本格的な開業に至った。
日英水電は1910年代を通じて徐々に事業を拡大、最終的に浜松市とその周辺や島田・金谷などの町を供給区域としたほか、周辺にある複数の電気事業者に対する電力供給も行った。電源開発では水力発電の適地を求め愛知県中部の矢作川まで進出。大井川・矢作川の水力発電所のほか火力発電所も運転し供給にあたったが、第一次世界大戦中には需要増加から供給力不足に悩まされた。戦後の1919年（大正8年）、山梨県を流れる富士川水系早川において電源開発を展開しつつあった早川電力という新興電力会社との合併交渉がまとまり、翌1920年（大正9年）3月に合併が成立して日英水電は解散した。日英水力電気発起人が維持していた権利も翌年早川電力へと移され、同社の後身東京電力（1925年設立）の東京進出に活かされることになる。
日英水電が経営した静岡県西部の供給区域は、全域が第二次世界大戦後の電気事業再編成で発足した中部電力（2020年以降は中部電力パワーグリッド）の管内にあたる。また日英水電が運転した発電所は1930年代までに多くが廃止されたが、矢作川の2か所は同社に引き継がれ運転中である。

## 沿革

### 「日英水力電気」の構想
1887年（明治20年）11月、東京電灯が東京において、火力発電所から架空配電線を伸ばして需要家に電気を供給するという電気供給事業を日本で初めて開業した。東京電灯の発電方式は開業時から長く火力発電のみであったが、需要増加と日露戦争勃発に伴う燃料石炭価格高騰を背景に水力発電への電源転換を試み、1904年（明治37年）10月山梨県東部・桂川（相模川）での水力発電所建設を決定する。準備中の1906年（明治39年）3月、アメリカでの技術調査を踏まえ、新設する駒橋発電所の出力を1万5000キロワットとし、東京まで70キロメートル余りの送電を55キロボルトの高圧で行うと計画を修正。そして翌1907年（明治40年）12月より駒橋発電所の運転を開始した。

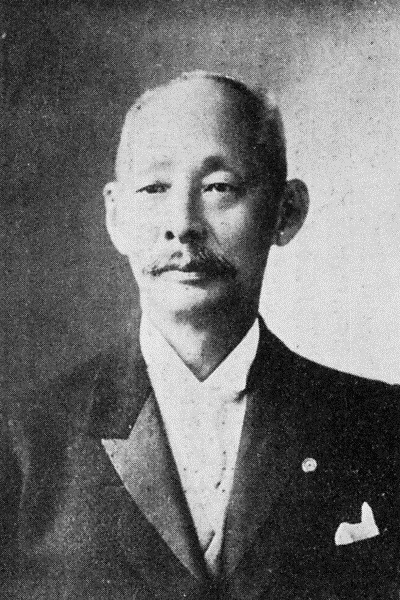
日英水力電気発起人総会委員長園田孝吉

東京電灯駒橋発電所の建設を契機として、大容量水力開発と高圧・長距離送電を組み合わせた新しい電気事業が全国的に広がり、それに伴って関西における宇治川電気（1906年設立）など新興電力会社の設立も相次いだ。こうした大規模水力開発時代の中、日本とイギリスの共同出資による大規模開発計画として立案されたものが「日英水力電気株式会社」の構想であった。設立計画の始まりは、日露戦争終戦翌年の1906年2月にさかのぼる。日本の経済力開発に資する企業を共同で起業することで、前年締結されていた第二次日英同盟による日英両国の関係強化を経済面にも波及させる意図があったという。
会社設立への第一歩として1906年に園田孝吉（当時十五銀行頭取）を代表に創立事務所が開設される。事務所ではまず東京から150マイル（約240キロメートル）の範囲にある河川・湖沼にて開発適地の調査を行った。その対象は利根川・鬼怒川・桂川・富士五湖・大井川・天竜川などで、資金面で多くを担う予定であったイギリス側のホワイト商会を中心とするシンジケートからも技師が派遣された。調査の結果、大井川源流部の椹島（さわらじま、静岡県）から県境をまたいで山梨県の保（現・早川町）まで約10キロメートルのトンネルを開削し導水すると900メートルの落差を得られる、という発電適地が見つかり、この地点の発電計画を「椹島保村計画」と名付けた。そのほか井川村出身の海野孝三郎が出願した大井川接岨峡での開発計画（「井川梅地計画」）も取り入れられ、補助計画として「牛ノ頚計画」も追加された。
「椹島保村計画」については難工事が予想され開発が見送られた。従って残り2つの計画について水利権取得に動き、1906年12月28日付で「井川梅地計画」については「大井川水力電気事業株式会社」名義で、「牛ノ頚計画」については「静岡水力電気事業株式会社」の名義でそれぞれ静岡県知事より水利権許可を取得した。1908年（明治31年）にはアメリカ人技師が来日し、5月には接阻峡に高さ90メートルのダムを建設するという開発の具体案もまとめられた。
水利権取得後の1908年6月27日、創立事務所で日英水力電気第1回発起人総会開催が開かれ、15人の創立委員が選出された。委員の顔ぶれは、園田孝吉・渋沢栄一・大倉喜八郎・朝吹英二・大田黒重五郎・久野昌一・田中常徳・副島道正（伯爵）・毛利五郎（男爵）・樺山愛輔・大谷嘉兵衛・中村円一郎の12人とイギリス側の3人で、園田が委員長となった。事業会社である日英水力電気とは別個に、イギリスの商習慣に倣いその親会社「日英共同株式会社」を設立する計画も並行して具体化され、日英水力電気の総会開催と同じ日にこちらも第1回発起人総会が開かれた。創立委員は9名で、日英水力電気側の創立委員でもある園田・副島・樺山・イギリス人技師1名と、益田太郎・岸敬二郎・木下七郎・白杉政愛・小林八右衛門が選出された。

### 合弁事業構想の破綻
発起人総会に続き、日英水力電気発起人は1908年7月10日付で電気事業経営許可を得た。逓信省の資料によるとその許可内容は、静岡県志太郡東川根村（現・川根本町）大字梅地にて大井川による最大出力2万7000キロワットの水力発電所を建設し、東京府のうち東京市・荏原郡品川町・同目黒村・豊多摩郡内藤新宿町・同淀橋町・同中野町の6市町村（いずれも現・東京都区部内）を電力供給区域とする、というものであった。また具体的な供給先として、会社未成立にもかかわらず東京鉄道（都電の前身）に対する電力供給も契約した。
会社設立にあたり、資本金は親会社日英共同株式会社が100万円、事業会社日英水力電気が1250万円と設定された。また日英の出資比率は両社とも1対1とされた。第1回発起人総会では2か月後の1908年8月20日までに第1回払込金を徴収すると決定されたが、当時の日本は日露戦争後の戦後恐慌が発生しており、期限までに12万5000株の発行予定に対し7万株余りの応募しか集まらず、第1回払込は延期となった。またイギリス側では会社設立登記以前に4分の1以上の株式払込を要するという日本の商法についての理解がなく、資金の用意が足らずこちらも払込ができなかった。
株式募集の失敗に加え、大型ダム建設に対する古市公威・中山秀三郎ら土木工学の専門家からの反対意見もあり、翌1909年（明治42年）2月に日本側発起人は一旦事業中止を決定した。この決定に対し、イギリス側は事業の継続を望み、株式のおよそ5分の4をイギリス側で発行すること、ダムの規模を縮小することの2点からなる修正案を日本側に掲示する。そのため同年3月1日の第2回の発起人総会では、事業の継続の確認とイギリス中心の株式募集が決定された。ところがこの構想も、株式の発行銀行となる見込みであった日本興業銀行とロンドン所在3銀行の意見が一致せず頓挫してしまう。
日英水力電気の起業が停滞する一方、東京への供給を目標とする大規模水力開発計画がそれ以外にも進行しつつあった。鬼怒川（栃木県）での水力発電を目指す鬼怒川水力電気（1910年10月設立）、桂川開発を目指す桂川電力（1910年9月設立）、日橋川（福島県）での発電所建設を目指す猪苗代水力電気（1911年10月設立）である。3社のうち鬼怒川水力電気については、1909年9月、兼営電気供給事業を始めていた東京鉄道との間に供給契約を締結した。契約高2万馬力という大規模なもので、先に日英水力電気発起人が東京鉄道と締結していた同種の供給契約は実質的に失効した。
会社設立への模索が続く日英水力電気では、新たにロンドンのスパーリング商会を中心とする新シンジケートを追加した、イギリス側主導の大規模親会社設立案の交渉が進められていたが、ここで競合会社の脅威が大きいこと、電灯供給権がなく販路が限られる点などが問題となる。日本側発起人ではイギリス側の指摘する問題点を減らすべく努力し、競合会社であった鬼怒川水力電気との合同を目指すものの、交渉の末鬼怒川水力電気は合同を拒絶した。それを受けて日本側発起人はイギリス側との交渉が妥結に至る可能性が消滅したと判断、1910年（明治43年）7月28日の創立委員会にて日英合弁事業を断念する方針を決定した。

### 日英水電の設立

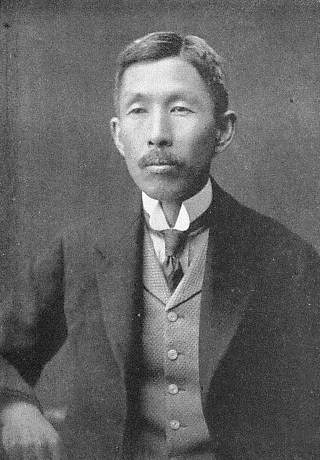
日英水電社長樺山愛輔

1910年7月の日英水力電気創立委員会では、静岡県榛原郡上川根村大字奥泉（現・川根本町奥泉）の水利権（上記「牛ノ頚計画」にあたる）を「日英水電」へと譲渡し、その「日英水電」はこれを元に水力発電所を建設し発生電力を県内で販売する、という新方針が定められた。これには、獲得した水利権の一部をもって小規模でも起業を実現することで、日英水力電気発起人が持つその他の水利権を長期保全する狙いがあった。小規模化した新会社日英水電について、日本側発起人はイギリス側との共同出資の可能性も残したが、イギリス側は1910年9月、出資辞退と共有となっていた水利権の放棄を日本側に通知し、11月にはシンジケートも解散して共同出資の可能性は完全に消滅した。
日英水力電気創立委員のうち園田・朝吹・大田黒・久野・田中・副島・毛利・樺山・大谷・中村の10名が発起人となり、1911年（明治44年）2月20日「日英水電株式会社」が設立された。設立時の資本金は120万円。本社は東京市麹町区（現・東京都千代田区）に設置。社長に樺山愛輔が就き、東京の園田孝吉・久野昌一・大田黒重五郎と静岡県の中村円一郎が取締役、東京の毛利五郎と静岡県の木下七郎・山葉寅楠が監査役に名を連ねた。7年後の1918年5月末時点（資本金300万円・株式数6万株）ではあるが、主たる株主は持株数順に侯爵浅野長勲（5000株）・樺山愛輔（4732株）・侯爵徳川頼倫（3750株）・赤星鉄馬（3600株）・毛利元道（3500株）・久野昌一（同）がいる。
日英水電が参入を図った静岡県中部・西部では、静岡市で静岡電灯（1897年開業）、志太郡島田町（現・島田市）で島田電灯（1909年開業）、浜松市で浜松電灯（1904年開業）、磐田郡二俣町（現・浜松市天竜区）で天竜電力（1908年開業）がそれぞれ営業していた。電源は静岡電灯・島田電灯・浜松電灯の3社が小規模火力発電であるのに対し、天竜電力だけが水力発電を採用していたが、小規模であった。水力発電を元に静岡県内での供給を目指す日英水電では、静岡電灯は市営化問題があり介入を避けるべきだが島田電灯・浜松電灯などは事業買収に応じる可能性があるとの事前調査を踏まえ、発電所建設とともに既存電気事業を買収するという方針を定めた。
日英水電が日英水力電気から計画を引き継いだ上記「牛ノ頚」地点は、寸又川合流点のやや上流側にある大井川が大きく湾曲する部分の俗称で、湾曲を利用すると約50メートルのトンネルを開削するだけで25メートルほどの落差が得られるという水力発電の適地である。発電所名を「小山発電所」といい、その出力は1,400キロワットとされた。着工は1911年2月上旬。そして1年後の1912年（明治45年）6月1日より小山発電所は送電を開始した。完成をうけて日英水電は15日金谷駅前の長光寺に200名余りを集めて竣工祝賀式を挙行している。

### 静岡県西部での事業統合

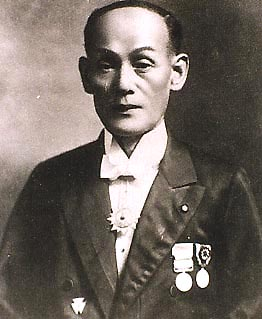
浜松電灯取締役山葉寅楠

日英水電では小山発電所建設中にあたる1911年7月に浜松電灯より、同年12月に島田電灯よりそれぞれ事業を譲り受けた。さらに小山発電所完成の2年後、1914年（大正3年）3月には気賀電気からも事業を譲り受けている。3社はいずれも静岡県西部に供給区域を有する電気事業者であった。各社の概要は以下の通り。
浜松電灯株式会社
浜松電灯は1904年（明治37年）1月25日、浜名郡浜松町（1911年の市制施行で浜松市）に資本金4万円で設立された。社長となった鈴木幸作（醤油醸造業）や山葉寅楠ら浜松の有力者による起業である。浜松駅南側に石炭火力発電所を設け、浜松町と周辺4村を供給区域として同年12月1日に開業した。1910年には電灯数が約6500灯に達し、吸入ガス機関（サクションガスエンジン）を原動機とするガス力発電所の新設準備に着手している。
日英水電では取締役の中村円一郎が浜松電灯との交渉にあたり、その結果1911年3月事業買収について合意に達した。買収価格は浜松電灯の払込資本金10万円に対し17万5000円である。浜松電灯は1911年6月30日付で解散し、翌7月1日付で日英水電は浜松市伝馬に支店を開設した。
島田電灯株式会社
島田電灯は1909年（明治42年）2月20日、志太郡島田町に資本金5万円で設立された。島田町の有志によって起業されたもので社長は秋野雅太郎（元島田町助役）が務める。開業は同年12月12日。町で盛んな製材業・製函業で生ずるおがくずをボイラー燃料として活用する、という珍しい火力発電所を電源としていた。
島田電灯では町内に2000灯余りの電灯を供給したが、発電余力がなく大井川対岸の榛原郡金谷町への供給拡張ができないでいた。島田電灯側から日英水電の中村円一郎へ交渉を持ち掛けた結果事業譲渡の運びとなり、1911年12月4日付で島田電灯は解散し、日英水電島田営業所へと姿を変えた。
なお、1年半後の1913年2月1日付で日英水電は島田町内に支店を設置したが、翌1914年4月25日付で浜松支店とともに廃止している。
気賀電気株式会社
気賀電気は1911年1月26日、引佐郡気賀町気賀（現・浜松市浜名区）に資本金4万2500円で設立された。社長は海野平太郎（静岡の電気商）が務める。開業は同年11月23日。当時小規模発電方式として普及していた吸入ガス機関によるガス力発電所を電源とし、気賀町・中川村・金指町に電灯約1500灯を供給した。
『静岡県引佐郡誌』には会社は1914年2月1日付で日英水電へ買収され同社気賀営業所となったとある。登記によると気賀電気は同年3月15日解散した。統合後、日英水電では1914年7月に気賀変電所を完成させ、同地域での供給力強化を図っている。
日英水電では、1912年6月の小山発電所完成にあわせて送電設備として浜松・島田・金谷・川崎の4変電所を新設、発電所との間を送電電圧35キロボルトの送電線で結んで送電を始めた。気賀電気買収後の1914年5月時点での日英水電は浜松市・浜名郡を中心に引佐郡・磐田郡・小笠郡・榛原郡・志太郡の各一部にまたがる供給区域を持ち、加えて磐田郡二俣町の天竜電力、周智郡森町の周智電灯、小笠郡掛川町（現・掛川市）の松阪水力電気遠江支社、榛原郡川崎町（現・牧之原市）の東遠電気に対しても電力を供給した。特に受電4社のうち天竜電力以外の3社は自社発電所を持たず日英水電からの受電に電源を依存する。

### 水力発電の苦悩
大井川に完成した小山発電所は、完成当初から水害に悩まされた。最初の被災は完成3か月後の1912年9月22日のことで、洪水により発電機が泥土に埋没するという被害を受ける。発電不能となったため火力発電所を再起させ供給に当たるが、全需要家の半分以下の給電しかできず需要家からの苦情が相次いだ。10月中旬に復旧するものの、12月19日、再度の洪水で仮設の取水堰が流出したため広範囲にわたって再度停電が生じた。
度重なる洪水被害のため日英水電では旧浜松電灯時代から準備が進められていたガス力発電所の建設を急ぎ、1913年（大正2年）3月、浜松郊外の浜名郡曳馬村野口（現・浜松市中央区）に出力200キロワットのガス力発電所を完成させた。引き続き本格的な火力発電所建設に取り組み、1913年9月にはガス力発電所構内に出力1,000キロワットの発電所も完成させている。以後供給は安定するようになり、気賀電気の統合など事業拡大も可能となった。
浜松近郊では水力地点の確保ができなかったため、日英水電による小山発電所以降の水力開発は西に離れた愛知県中部を流れる矢作川水系にて展開された。日英水電はまず1913年5月、東加茂郡盛岡村（現・豊田市）に位置する名古屋電灯巴川発電所（矢作川水系巴川に立地）の全出力750キロワットを満2年間購入するという受電契約を締結する。ただちに受電工事に取り掛かり、年末までに巴川発電所構内の昇圧用変圧器や浜松とを結ぶ送電線を完成させて翌1914年1月より受電を開始した。次いで同年4月には180万円の増資を決議（資本金を300万円となる）し、5月に名古屋電灯巴川発電所の上流側における自社発電所建設を決定する。この自社の巴川発電所は出力1,500キロワットで、1916年（大正5年）2月に完成している。
巴川発電所完成を受けて日英水電では不要となった小規模発電所を廃止し、自社発電所を水力2か所・火力1か所の体制に整理した。また1916年10月には余剰電力を活用した炭化カルシウム（カーバイド）製造にも乗り出す。カーバイド製造は第一次世界大戦下では利益率が高く会社経営に貢献する兼業であった。ところがその後、大戦景気の影響を受けた織物工業（遠州織物）や製材業の活況、さらには石炭・石油価格高騰に伴う電化促進によって電力需要が増加したことから、日英水電は1918年（大正7年）に入ると供給余力を喪失して新規需要に応じられない状況に陥った。そのため浜松地方は静岡県下で最悪の電力飢饉が生じ、電動力の使用権が1馬力600円前後で転売されたという。1919年6月末時点での供給成績は電灯8万8798灯、販売電力昼3,892キロワット・夜2,804キロワットであった。
1920年（大正9年）1月、巴川下流に出力1,119キロワットの白瀬発電所が運転を開始した。3番目の水力発電所となる白瀬発電所の完成により、日英水電の電力不足はようやく緩和された。

### 早川電力との合併

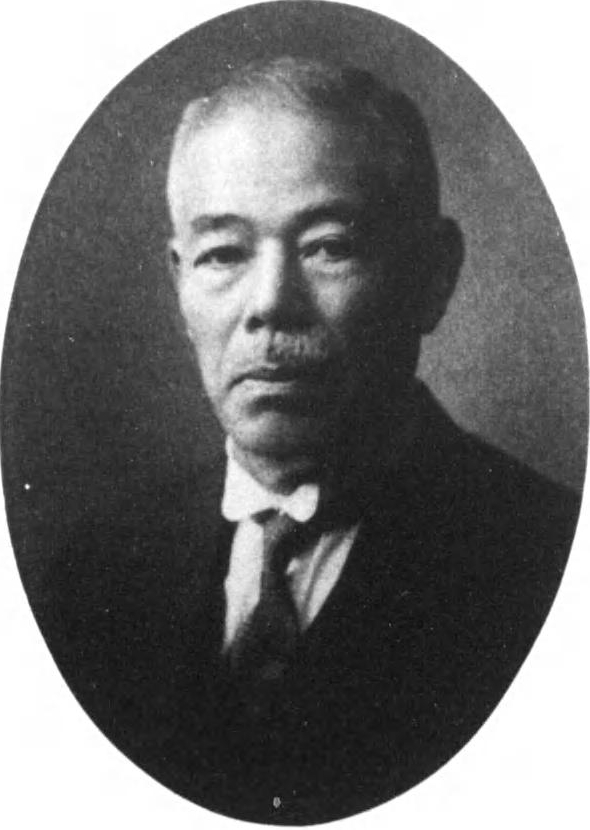
早川電力初代社長窪田四郎

1918年（大正7年）6月、山梨県南部を流れる富士川支流早川を開発する目的で早川電力株式会社という電力会社が設立された。同社は設立時大手製紙会社富士製紙の傍系会社であったが、間もなくその傘下を離れる。そして独立した電力会社としての地歩を固めるべくまず日英水電の合併に踏み切った。
1919年（大正8年）10月18日、早川電力は臨時株主総会にて日英水電の合併を決議した。合併比率は1対1の対等合併で、日英水電の株主には持株1株につき早川電力の株式1株が交付されるとともに、別途現金40円も交付される。加えて30万円の解散手当も支払われることから、払込資本金300万円の日英水電を570万円に評価して事業を継承するという形である。この合併は、豊富な水利権を持つが確実な供給先を持たない早川電力と、今後も需要増加が見込まれる有利な供給区域を持ちながらも白瀬発電所を最後に開発計画が途切れる日英水電の長短相補うものである。加えて早川電力には実際に事業を持つことで建設利息配当の長期化を回避できるという利益もあった。
早川電力の動きの一方、浜松市当局でも日英水電が経営する市内の電灯電力供給事業を80万円で買収（市営化）するという動きをみせた。1919年10月16日に浜松市会にて電気事業市営の議決がなされるが、市の提示価格が低いため交渉は進展せず、結局関屋貞三郎静岡県知事の調停で市営化は断念された。そして12月16日の市会で市営決議が取り消されるとともに早川電力と日英水電の合併が承認された。合併は翌1920年2月4日付で逓信省からの合併認可が下り、同年3月15日早川電力側にて合併報告総会が開かれて合併手続きが完了、同日をもって日英水電は解散した。
翌1921年（大正10年）7月、早川電力は日英水力電気発起人が保持していた大井川の水利権ならびに東京市とその周辺への供給権を譲り受けた。早川電力の日英水電合併は両社の利害が一致した結果であるとともに、この日英水力電気からの事業権譲り受けに関する前提条件であったともみられている。

### 合併後の動き
日英水電を吸収した早川電力では、1922年（大正11年）4月に周辺事業者3社（天竜電力・福田電力・東遠電気）を合併して静岡県西部での供給区域を拡大。さらに翌1923年（大正12年）7月には早川に榑坪発電所（後の早川第一発電所、出力2万キロワット）を完成させ、同発電所から浜松方面への送電を開始する。日英水力電気から引き継いだ東京での電力供給権を行使すべく1924年（大正13年）7月に東京送電線を完成させたが、その過程で資金不足から中京地方と北部九州を地盤とする大手電力東邦電力の傘下に入った。そして翌1925年（大正14年）3月、早川電力は同じく東邦電力傘下にあった群馬電力と合併、東京電力となった。

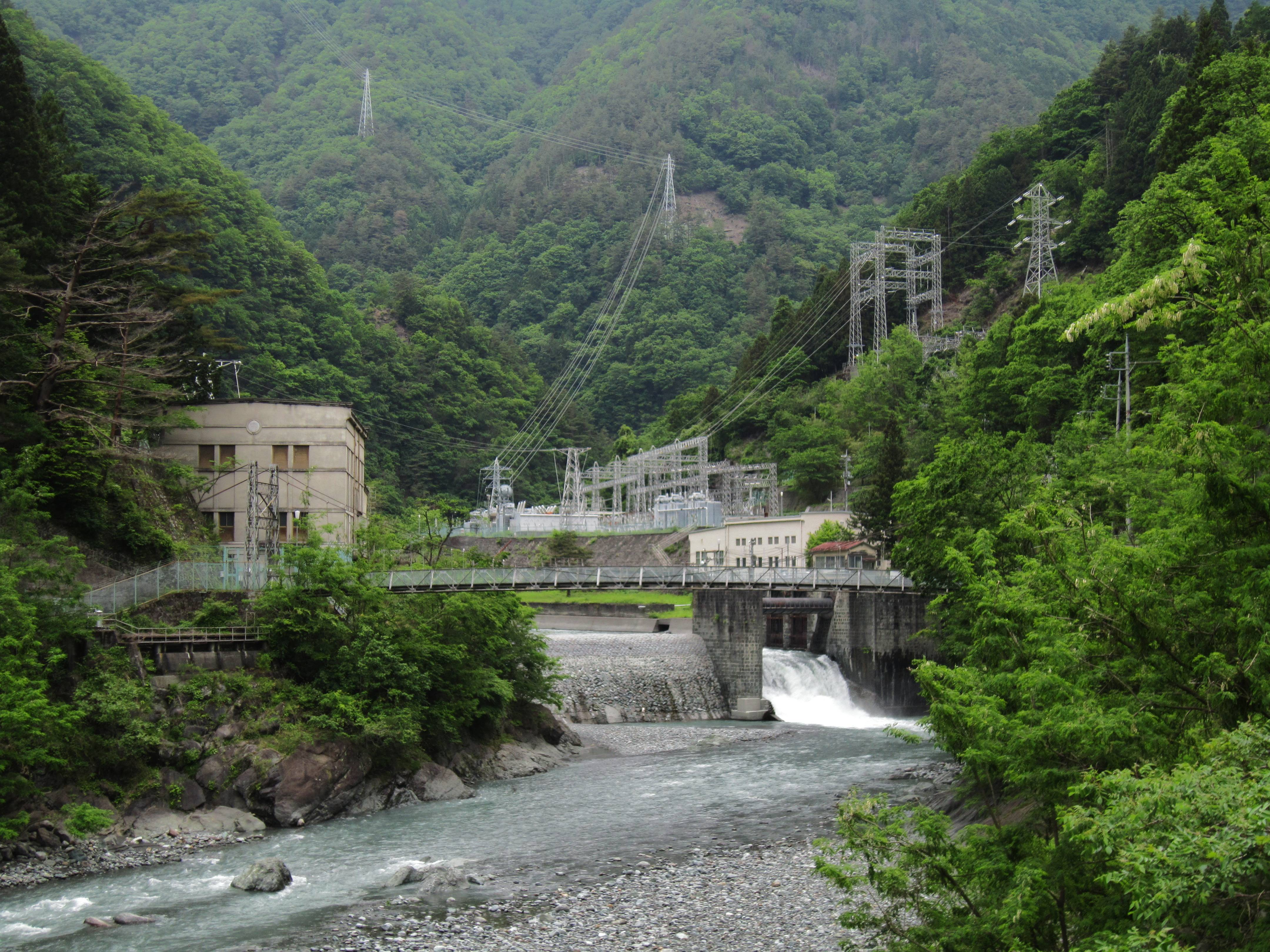
田代川第一発電所（左）と早川第三発電所（右）。（2010年撮影）

この東京電力の手で、1927年（昭和2年）8月に田代川第一発電所（出力1万6,700キロワット）が、同年11月に田代川第二発電所（出力2万800キロワット）がそれぞれ建設された。大井川源流部の田代ダムより取水し、静岡・山梨県境の分水嶺を貫き早川側に落として発電するという発電所であり、かつて日英水力電気が構想した「椹島保村計画」が形を変えて実現したものである。東京電力ではこれらの電源を背景に既存事業者の東京電灯へ競争を仕掛け、「電力戦」と呼ばれる激しい需要家争奪戦を展開するも、1928年（昭和3年）4月に東京電灯へと合併された。
日英水力電気が立案した3か所の開発計画のうち、「牛ノ頚計画」と「椹島保村計画」は戦前のうちに実現したが、接岨峡での「井川梅地計画」のみ長く実現せず、水利権が東京電力から東京電灯、次いで日本発送電へと渡っていった。開発の実行は太平洋戦争後のことで、日本発送電から水利権を引き継いだ中部電力により、井川発電所・奥泉発電所として完成をみた。

### 年表
- 1908年（明治41年）
  - 6月27日 - 日英水力電気の第1回発起人総会開催[10]。
  - 7月10日 - 日英水力電気発起人に対し電気事業経営許可[8]。
- 1910年（明治43年）
  - 7月28日 - 日英水力電気発起人は日英合弁事業としての起業を断念[18]。
- 1911年（明治44年）
  - 2月20日 - 日英水力電気発起人により日英水電株式会社設立[10][1]。本店所在地東京市麹町区内幸町1丁目3番地、資本金120万円[1]、社長樺山愛輔[20]。
  - 7月 - 浜松電灯より事業を譲り受ける[30]。1日付で浜松支店設置[34]。
  - 12月 - 島田電灯より事業を譲り受ける[30]。
- 1912年（明治45年）
  - 6月1日 - 小山発電所（出力1,400キロワット）送電開始[29]。
- 1913年（大正2年）
  - 2月1日 - 島田支店設置[38]。
  - 3月 - 浜松第二発電所（出力200キロワット）運転開始[20]。
  - 9月 - 浜松第三発電所（出力1,000キロワット）運転開始[20]。
- 1914年（大正3年）
  - 3月 - 気賀電気より事業を譲り受ける[30]。
  - 4月20日 - 180万円の増資を決議し[46]、資本金を300万円とする[4]。
  - 4月25日 - 浜松・島田両支店廃止[39]。
- 1915年（大正4年）
  - 年内 - 浜松第二発電所廃止[57]。
- 1916年（大正5年）
  - 2月 - 巴川発電所（出力1,500キロワット）運転開始[58]。
  - 5月 - 浜松第一発電所（旧・浜松電灯）および島田発電所（旧・島田電灯）廃止[57]。
- 1917年（大正6年）
  - 12月2日 - 東京市京橋区南槇町15番地へ本店移転[59]。
- 1920年（大正9年）
  - 1月26日 - 白瀬発電所（出力1,119キロワット）運転開始[47]。
  - 3月15日 - 早川電力（後の東京電力）と合併により日英水電解散[2]。
- 1921年（大正10年）
  - 7月 - 日英水力電気発起人は事業権と大井川の水利権を早川電力へ譲渡[48]。

## 発電所

### 小山発電所
位置 ： 北緯35度8分29.1秒 東経138度8分40.2秒 / 北緯35.141417度 東経138.144500度
日英水電最初の水力発電所は小山発電所である。所在地は静岡県榛原郡上川根村大字奥泉（現・川根本町奥泉）。日英水電により1911年（明治44年）2月上旬に着工され、1912年（明治45年）6月1日より送電を開始した。
小山発電所は大井川のうち大井川ダム（1936年竣工）の下流、寸又川合流点の上流に位置する。大井川が東側に大きく突き出す形で馬蹄型に湾曲する「牛ノ頸」という地点を利用しており、50メートルのトンネルを開削しただけで25メートルの落差を得ている。発電所出力は1,400キロワット。ボービング (Boving) 製フランシス水車ならびに芝浦製作所製700キロワット三相交流発電機各2台を備える。
運転開始当初から洪水被害に悩まされる発電所であり、1912年9月・12月の2度にわたり発電停止を余儀なくされた。1915年（大正4年）3月より移転工事が着手され、翌1916年（大正5年）4月より送電を再開する。移転により発電所位置は若干下流となった。だが移転後も1917年（大正6年）7月豪雨で堰堤が欠損、その復旧後の1919年（大正8年）9月にも豪雨被害で堰堤が再度破損した。早川電力合併後は東京電力・東京電灯と引き継がれて運転が続けられるが、大井川ダム・大井川発電所建設により発電不能となることから開発にあたる大井川電力へと移管の上で1937年（昭和12年）1月に廃止された。

### 巴川発電所
位置 ： 北緯35度5分25.6秒 東経137度19分15.9秒 / 北緯35.090444度 東経137.321083度
日英水電2番目の水力発電所は巴川発電所という。愛知県東加茂郡盛岡村大字四ツ松（現・豊田市四ツ松町）に位置する。1914年（大正3年）2月水利権取得、1915年5月起工と進み、1916年2月に運転を開始した。
矢作川支流巴川から取水する発電所で、下流側に名古屋電灯巴川発電所（現・盛岡発電所）の取水口が位置する。発電所出力は1,500キロワット。ボービング製フランシス水車と芝浦製作所製三相交流発電機を各1台備え、送電線は浜松近郊の野口変電所に至る亘長約66キロメートルの33キロボルト送電線が接続した。
巴川発電所は東京電灯や中部配電を経て中部電力が継承。日英水電時代からの発電所建屋や水車・発電機は1988年（昭和63年）の改修まで使用された。

### 白瀬発電所
位置 ： 北緯35度4分30.0秒 東経137度14分17.0秒 / 北緯35.075000度 東経137.238056度
日英水電3か所目かつ最後の水力発電所が白瀬発電所である。所在地は東加茂郡松平村大字白瀬（現・豊田市幸海町）。1919年（大正8年）着工、早川電力との合併手続き中の翌1920年（大正9年）1月15日に竣工し、26日より送電を開始した。
巴川発電所と同じく矢作川支流巴川にある発電所で、巴川の発電所群では最下流にあたる。発電所出力は1,119キロワット。電業社製フロンタル型フランシス水車および芝浦製作所製三相交流発電機を各1台備える。巴川発電所との間の約8キロメートルに33キロボルト送電線を繋いでおり、発生電力は浜松方面へと送電された。
巴川発電所と同様に東京電力以後は東京電灯・中部配電を経て中部電力が継承。日英水電時代からの発電所建屋や水車・発電機は1982年（昭和57年）の改修まで使用された。

### 火力発電所
小山発電所完成後の1914年段階で、火力発電所（汽力およびガス力）は浜松第一発電所・浜松第二発電所・浜松第三発電所・島田発電所・気賀発電所の5か所が存在した。このうち浜松第三発電所だけが早川電力時代以降も運転されている。
浜松第一発電所
1911年に統合した旧浜松電灯の発電所で、1904年（明治37年）12月に運転を開始した。浜松駅南側の浜松市中央区砂山町（当時は浜松市伝馬）に位置した。出力は235キロワット。設備は浜松電灯#発電所についてを参照。1916年5月に廃止された。
浜松第二発電所
旧浜松電灯時代から準備されていた発電所で、日英水電時代の1913年（大正2年）3月に完成。浜松市中央区八幡町（当時は浜名郡曳馬村野口）の野口変電所の位置にあった。出力は200キロワット。運転は短期間で1915年（大正4年）には廃止となっている。
ガス力発電所であり、ドイツ製吸入ガス機関（サクションガスエンジン）およびウェスティングハウス・エレクトリック製三相交流発電機各1台備えた。
浜松第三発電所
浜松第二発電所と同一構内に増設された発電所で1913年9月に完成した。出力は1,000キロワット。社内では唯一の蒸気タービンを備える汽力発電所であり、主要設備はバブコック・アンド・ウィルコックス (B&W) 製ボイラー2台、ゼネラル・エレクトリック (GE) 製カーチス式タービン1台、GE製三相交流発電機1台を備える。
東京電灯時代まで維持され、1936年（昭和11年）9月に廃止された。
島田発電所
1911年に統合した旧島田電灯の発電所で、1909年（明治42年）12月に運転を開始した。出力は105キロワット。所在地は志太郡島田町1丁目（現・島田市向島町）。浜松第一発電所と同様に1916年5月の廃止である。
主要設備はB&W製ボイラー2台、アメリカ製蒸気機関1台、GE製三相交流発電機1台を備えた。ボイラー燃料には製材所から出るおがくずがそのまま利用された。
気賀発電所
1914年に統合した旧気賀電気の発電所で、1911年（明治44年）11月に運転を開始した。出力は15キロワット。所在地は引佐郡気賀町字呉石（現・浜松市浜名区細江町気賀）。1914年内には廃止されている。
ガス力発電所であり、イギリス製吸入ガス機関およびGE製三相交流発電機を各1台備えた。

## 供給区域

### 供給区域一覧
1919年（大正8年）12月末時点における日英水電の供給区域は以下の通り。いずれも静岡県内である。
| 電灯・電力供給区域 | 電灯・電力供給区域 |
| ------------------ | --- |
| 市部               | 浜松市 |
| 浜名郡 （34町村）  | 富塚村・曳馬村・蒲村・天神町村・白脇村・五島村・河輪村・芳川村・飯田村・和田村・天王村・市野村・中ノ町村・豊西村・笠井町・積志村・小野口村・北浜村・竜池村・中瀬村・赤佐村・新津村・可美村・入野村・神久呂村・篠原村・舞阪町・雄踏町・伊佐見村・和地村・北庄内村・南庄内村・村櫛村（現・浜松市）、 新居町（弁天島部分のみ）（現・湖西市） |
| 引佐郡 （9町村）   | 麁玉村・金指町・中川村・気賀町・井伊谷村・伊平村・奥山村・東浜名村・西浜名村（現・浜松市） |
| 磐田郡 （6町村）   | 掛塚町・袖浦村・幸浦村・東浅羽村・西浅羽村・上浅羽村（現・磐田市） |
| 小笠郡 （3町村）   | 笠原村（現・袋井市・掛川市）、横須賀町・大淵村（現・掛川市） |
| 榛原郡 （3町村）   | 金谷町・五和村（現・島田市）、 上川根村（現・川根本町） |
| 志太郡 （5町村）   | 島田町・大長村・大津村・六合村（現・島田市）、 東川根村（現・川根本町） |
| 電力供給区域       | |
| 磐田郡             | 見付町・中泉町（現・磐田市）、 袋井町・笠西村（現・袋井市） |
| 周智郡             | 森町 |
| 小笠郡             | 掛川町（現・掛川市）、 西方村（現・菊川市） |
| 榛原郡             | 相良町・川崎町（現・牧之原市）、 吉田村（現・吉田町） |
| 志太郡             | 藤枝町・岡部町（現・藤枝市）、 焼津町（現・焼津市） |

### 山間部での供給
小山発電所が建設された榛原郡上川根村では、発生電力がすべて都市部に送電されたため発電所が完成してもすぐには配電がなされなかった。村内に電灯が取り付けられた時期は詳細な資料がなく不詳だが、上川根村と日英水電が1916年5月30日付で交わした点灯契約が残る。大井川を挟んで対岸の志太郡東川根村も上川根村と同時期に点灯されたとみられる。
一方、両村の南側にあたる榛原郡中川根村・志太郡徳山村（現・川根本町）ならびに榛原郡下川根村（現・島田市）は配電がさらに遅く、供給区域への追加申請がなされたのは早川電力合併後の1920年3月のことであった。他事業者の競願となり供給区域追加の認可が遅れ、さらに村との工事に関する合意が遅れたことから点灯は1924年（大正13年）2月からとなった。

## 人物

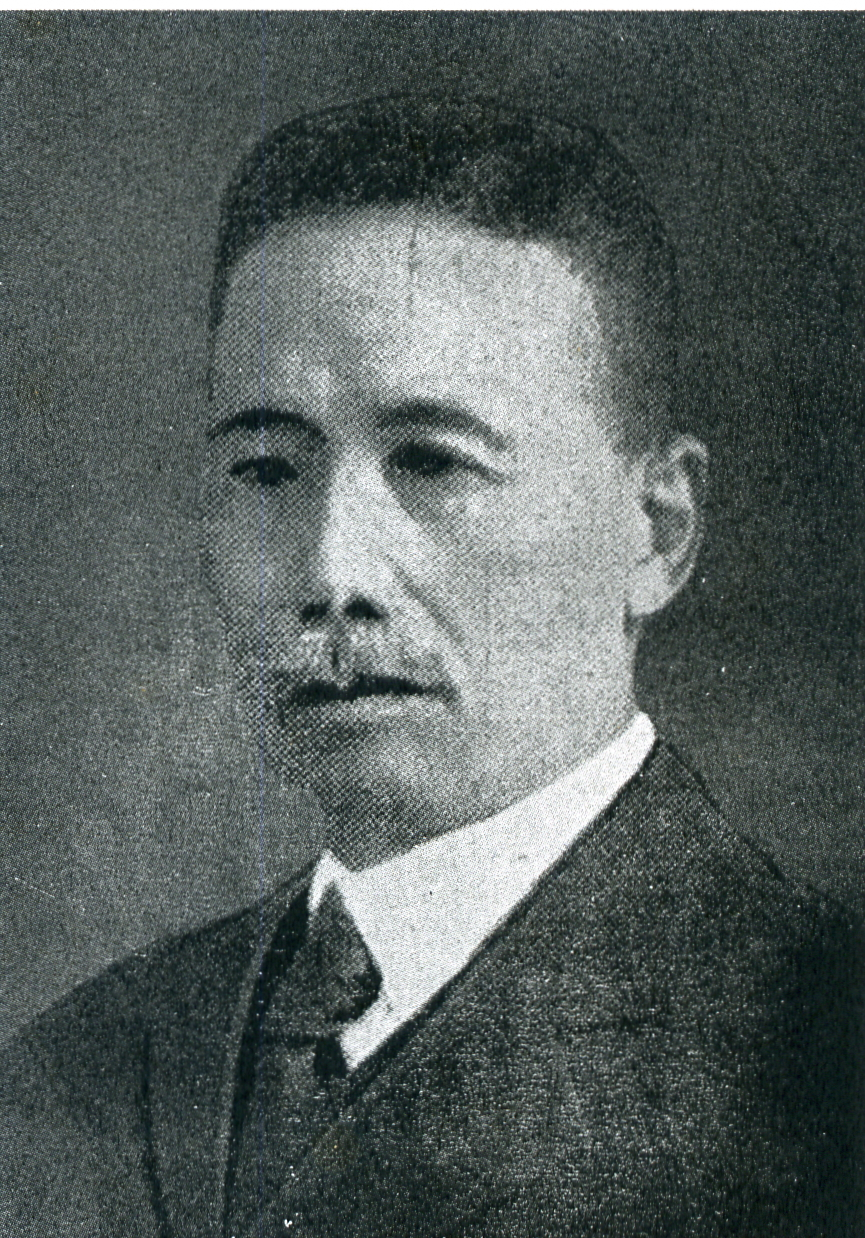
日英水電取締役中村円一郎

1911年2月の日英水電設立に際し、以下の8名が役員に選出された。
- 取締役（5名）
  - 樺山愛輔 - 社長[20]。海軍大将・伯爵樺山資紀の長男[69]。
  - 園田孝吉 - 十五銀行頭取[70]。
  - 久野昌一 - 元十五銀行支配人、九州水力電気取締役[71]。
  - 大田黒重五郎 - 元芝浦製作所専務、越後電気社長・九州水力電気取締役[72]。
  - 中村円一郎 - 醤油醸造業、静岡県多額納税者[73]。
- 監査役（3名）
  - 毛利五郎 - 男爵、貴族院議員[74]。
  - 木下七郎 - 勝間田銀行・東遠銀行（静岡県）頭取[75]。
  - 山葉寅楠 - 日本楽器製造（現・ヤマハ）創業者[76]。元浜松電灯取締役[31]。

会社設立後には以下の3名が役員に追加されている。
- 取締役
  - 高林維兵衛 - 1912年1月就任[77]。西遠銀行・積志銀行（静岡県）頭取[78]。
  - 副島道正 - 1913年1月就任[38]。伯爵[79]。
- 監査役
  - 前田青莎 - 1916年7月就任[80]。前田献吉長男、帝国倉庫常務[81]。

1920年の早川電力合併時における役員は、取締役が樺山（社長）・園田・久野・中村・高林・副島の6名、監査役が前田のみ1名であった。このうち中村・前田の2名が1920年3月の早川電力総会にて同社取締役および監査役にそれぞれ選出されている。また取締役のうち久野・副島の2名は1918年6月の設立時から早川電力取締役であった。

### 企業史
- 中部電力電気事業史編纂委員会 編『中部地方電気事業史』上巻・下巻、中部電力、1995年。
- 東京電力 編『関東の電気事業と東京電力』東京電力、2002年。

### 官庁資料
- 『電気事業要覧』明治41年、逓信省電気局、1909年。NDLJP:805421。
- 逓信省電気局 編『電気事業要覧』第7回、逓信協会、1915年。NDLJP:975000。
- 逓信省電気局 編『電気事業要覧』第12回、逓信協会、1920年。NDLJP:975005。
- 逓信省電気局 編『発電水力地点要覧』大正5年、逓信省電気局、1917年。NDLJP:1900407。

### 自治体資料
- 新居町史編さん委員会 編『新居町史』第2巻通史編下、新居町、1994年。
- 静岡県引佐郡教育会 編『静岡県引佐郡誌』上、引佐郡、1922年。NDLJP:927431。
- 静岡県保安課・土木課『静岡県電気事業概要』静岡県、1926年。NDLJP:976231。
- 島田市史編纂委員会 編『島田市史』下巻、島田市、1973年。NDLJP:3015384。
- 中川根町史編さん委員 編『中川根町史』近現代通史編、川根本町、2006年。
- 本川根町史編さん委員会 編『本川根町史』通史編3、本川根町、2003年。

### その他書籍
- 浅野伸一・寺沢安正『身近なエネルギー産業遺産 ひかりとねつの散策』日本電気協会中部電気協会、2008年。
- 北林世履 編『著名銀行会社決算報告集』大正8年、東京レビュウ社、1920年。NDLJP:975859。
- 人事興信所 編『人事興信録』第4版、人事興信所、1915年。NDLJP:1703995。
- 中部電力 編『大井川 その歴史と開発』中部電力、1961年。
- 中部電力社史編纂会議委員会 編『時の遺産』中部電力、2001年。
- 電気之友社 編『電気年鑑』昭和12年（第22回）、電気之友社、1937年。NDLJP:1114997。
- 日本動力協会『日本の発電所』東部日本篇、工業調査協会、1937年。NDLJP:1257046。
- 野村商店調査部 編『株式年鑑』大正9年度、野村商店調査部、1920年。NDLJP:975422。
- 三宅晴輝『日本コンツェルン全書』13 電力コンツェルン読本、春秋社、1937年。NDLJP:1278498。

### 記事
- 有村慎之助「日英水電株式会社工事状況」『日本電気協会会報』第42号、日本電気協会、1915年2月、19-35頁、NDLJP:1518110/20。
- 「各社近況 早川電力の前途」『ダイヤモンド』第7巻第29号、ダイヤモンド社、1919年11月11日、22頁。
- 「会社近況 早川電力の前途」『ダイヤモンド』第9巻第18号、ダイヤモンド社、1921年6月21日、40-41頁。
- 「早川電力株式会社の現況」『実業公論』第9巻第8号、実業公論社、1923年9月、143-145頁、NDLJP:1541143/84。
- 浅野伸一「浜松地方電気事業沿革史」『シンポジウム中部の電力のあゆみ』第9回講演報告資料集（静岡の電気事業史とその遺産）、中部産業遺産研究会、2001年、70-104頁。
- 橘川武郎「日露戦後期の日英合弁電力会社構想 : 日英水力電気(株)をめぐって」『エネルギー史研究』第12号、九州大学、1983年6月、46-65頁。